# Otročínský potok (přítok Teplé)
Otročínský potok, nazývaný také Debrný potok, je vodní tok v Tepelské vrchovině a Slavkovském lese v okresech Cheb a Karlovy Vary v Karlovarském kraji. Je pravostranným přítokem řeky Teplé. Délka toku činí 12,6 km. Plocha jeho povodí měří 35,9 km².

## Průběh toku
Potok pramení v Tepelské vrchovině, zhruba 750 m severně od Kladrub, v nadmořské výšce 705 m. Od pramene teče nejprve severním až severovýchodním směrem. V horní části povodí Otročínského potoka se v mělkém údolí jeho bezejmenného pravostranného přítoku nachází přírodní památka Prachomety. Od ústí výše zmíněného přítoku se mění směr toku na severozápadní a pokračuje k vesnici Poseč. V nivě potoka vyvěrají tři minerální prameny označované jako Posečský trojpramen. Západním směrem přitéká potok k Otročínu, severně od něhož přijímá zleva Nadlucký potok. Mezi železničními zastávkami Poseč a Otročín, nad ústím Nadluckého potoka, podtéká železniční trať Rakovník – Bečov nad Teplou. Zde opouští Tepelskou vrchovinu a dále již podél železniční trati pokračuje ve Slavkovském lese. Až k soutoku s Teplou protéká hlubokým údolím pod severním svahem Lysého vrchu (714 m) v CHKO Slavkovský les. Do Teplé se vlévá zprava, necelé 3 km jižně od Bečova nad Teplou, v nadmořské výšce 540 m.

### Větší přítoky
- Nadlucký potok, zleva, ř. km 6,4

## Vodní režim
Průměrný průtok Otročínského potoka u ústí činí 0,29 m³/s.